# Tour d'Alger
 (signalé en juillet 2025).
Si vous disposez d'ouvrages ou d'articles de référence ou si vous connaissez des sites web de qualité traitant du thème abordé ici, merci de compléter l'article en donnant les références utiles à sa vérifiabilité et en les liant à la section « Notes et références ».
- Archive Wikiwix
- Bing
- Cairn
- DuckDuckGo
- E. Universalis
- Gallica
- Google
- G. Books
- G. News
- G. Scholar
- Persée
- Qwant
- (zh) Baidu
- (ru) Yandex
- (wd) trouver des œuvres sur Wikidata

Le Tour d'Alger est une course cycliste par étapes organisée par la Ligue algéroise de cyclisme, la société du Ministère de la Jeunesse et des Sports algérien, depuis 2009. 

## Palmarès
| Année | Vainqueur      | Second          | Troisième         | Date             |
| ----- | -------------- | --------------- | ----------------- | ---------------- |
| 2009  | Azzedine Lagab | Youcef Reguigui | Redouane Chabaane | 1er-3 avril 2009 |